# 陳燁 (嘉靖進士)
陳燁（1530年—1608年），字光宇，號后崖，山東青州府諸城縣人，軍籍，明朝政治人物。

## 生平
嘉靖三十四年（1555年）乙卯科山東鄉試第五十名舉人，四十一年（1562年）中式壬戌科會試第一百五十八名，二甲第五十二名進士。授工部虞衡司主事，榷浙江南关商税，歷本部屯田司员外郎、郎中，奉命督修明永陵，以劳绩升真定府知府，被劾降为同州知州。又遷南京刑部郎中，升陕西延安府知府，萬曆二年（1574年）正月升陝西按察司副使，分巡延宁道。年七十致仕回乡。有《陈氏仅存集》四卷。

## 家族
曾祖陳純；祖父陳昂；父陳良相，府同知。母劉氏；繼母常氏。永感下。弟陳燫、陳煥、陳煌。